# Matka Joanna
Matka Joanna – album polskiego muzyka jazzowego Tomasza Stańki inspirowany filmem Jerzego Kawalerowicza Matka Joanna od Aniołów z 1961.
Stańko zadedykował ten album właśnie Kawalerowiczowi. Nagrania Tomasz Stańko Quartet zarejestrowano w maju 1994 w Rainbow Studio w norweskim Oslo. Płyta CD wydana została w 1996 przez niemiecką wytwórnię ECM Records (ECM 1544).

## Muzycy
- Tomasz Stańko – trąbka
- Bobo Stenson – fortepian
- Anders Jormin – kontrabas
- Tony Oxley – perkusja

## Lista utworów
| 1.  | „Monastery in the Dark” (Anders Jormin, Bobo Stenson, Tomasz Stańko, Tony Oxley)        | 5:52    |
|     |                                                                                         |         |
| 2.  | „Green Sky” (Tomasz Stańko)                                                             | 9:34    |
|     |                                                                                         |         |
| 3.  | „Maldoror’s War Song” (Tomasz Stańko)                                                   | 8:13    |
|     |                                                                                         |         |
| 4.  | „Tales for a Girl, 12” (Tomasz Stańko)                                                  | 9:08    |
|     |                                                                                         |         |
| 5.  | „Matka Joanna from the Angels” (Anders Jormin, Bobo Stenson, Tomasz Stańko, Tony Oxley) | 10:46   |
|     |                                                                                         |         |
| 6.  | „Cain’s Brand” (Tomasz Stańko)                                                          | 8:37    |
|     |                                                                                         |         |
| 7.  | „Nun’s Mood” (Anders Jormin, Bobo Stenson, Tomasz Stańko, Tony Oxley)                   | 3:03    |
|     |                                                                                         |         |
| 8.  | „Celina” (Tomasz Stańko)                                                                | 6:43    |
|     |                                                                                         |         |
| 9.  | „Two Preludes for Tales” (Bobo Stenson, Tomasz Stańko)                                  | 1:35    |
|     |                                                                                         |         |
| 10. | „Klostergeist” (Tony Oxley)                                                             | 4:22    |
|     |                                                                                         |         |
|     |                                                                                         | 1:07:53 |
|     |                                                                                         |         |

## Informacje uzupełniające
- Produkcja – Manfred Eicher
- Inżynier dźwięku – Jan Erik Kongshaug
- Zdjęcia – Andrzej Tyszko, Hyou Vielz
- Projekt graficzny okładki – Dieter Rehm
- Na okładce umieszczono kadry z filmu „Matka Joanna od Aniołów”
- Tytuł na froncie okładki to „Matka Joanna”, na tylnej stronie i na płycie tytuł zapisany jest w pełnej wersji: „Matka Joanna od Aniołów”